# Lưu Tông
Lưu Tông (chữ Hán: 劉琮; 191-?) là Châu mục Kinh châu đầu thời Tam Quốc trong lịch sử Trung Quốc. Ông kế nghiệp Lưu Biểu ở Kinh châu trong một thời gian ngắn và quy hàng Tào Tháo.

## Thân thế
Lưu Tông là con thứ hai của Kinh Châu mục Lưu Biểu (chưa có sử liệu về việc Lưu Tông là con người vợ cả hay người vợ kế Thái phu nhân em tướng Thái Mạo), người Cao Bình, Sơn Dương
Lưu Tông và anh cả Lưu Kỳ là con cùng cha (chưa có sử liệu về việc cùng mẹ hay khác mẹ). Khi ông trưởng thành, Thái phu nhân muốn phế Lưu Kỳ để Lưu Tông lên làm Kinh Châu mục vì thế trước mặt Lưu Biểu Thái phu nhân luôn bôi xấu Kỳ

## Được Kinh châu
Ban đầu Lưu Biểu muốn lập Lưu Kỳ kế vị.Sau khi nghe những lời dèm pha của Thái Phu Nhân và em bà Thái Mạo Lưu Biểu tưởng thật Vì vậy Lưu Biểu chuyển sang yêu thương Lưu Tông hơn, định cho Lưu Tông thay mình.
Năm 207, sợ bị họ Thái làm hại, Lưu Kỳ nghe theo lời khuyên của Gia Cát Lượng, bèn xin ra trấn thủ quận Giang Hạ
Năm 208, Lưu Biểu mất giữa lúc đại quân Tào Tháo đang chuẩn bị tấn công vào Kinh châu. Lưu Kỳ định về thăm cha nhưng bị Thái Mạo ngăn trở, vì Thái Mạo sợ Lưu Biểu thay đổi ý định. Lưu Kỳ phải trở về Giang Hạ, ít lâu sau Lưu Biểu qua đời, Sái Mạo ung dung lập Lưu Tông làm Châu mục Kinh châu.

## Dâng Kinh châu
Một tháng sau, quân Tào tiến đến Kinh châu. Các thuộc hạ Khoái Việt, Sái Mạo, Phó Tốn khuyên ông đầu hàng Tào Tháo vì lực lượng quân Tào rất mạnh. Lưu Tông ban đầu cũng muốn chống cự nhưng sau đó bị thuyết phục và quyết định hàng Tào.
Khi quân Tào kéo đến Tương Dương, Lưu Tông ra hàng. Tào Tháo phong ông làm Thứ sử Thanh châu (青州刺史) và tước liệt hầu.
Tào Tháo thua trận Xích Bích rút về Bắc, ông cũng đi Hứa Xương. Tào Tháo đề nghị Hán Hiến Đế phong ông làm Gián nghị đại phu (諫議大夫) và Tham quân sự (參軍事).
Không rõ Lưu Tông mất năm nào.

## Trong Tam Quốc diễn nghĩa
Lưu Tông trong tiểu thuyết Tam Quốc diễn nghĩa của La Quán Trung là con đẻ của Sái phu nhân; theo giả thiết này thì ông chỉ sinh từ năm 190 trở đi, khi Lưu Biểu tới trấn trị Kinh châu và lấy Sái phu nhân. Ông được mô tả gần với sử sách, với kết cục có khác.
Nhà văn La Quán Trung đứng về phe Lưu Bị và phản đối việc Lưu Tông hàng Tào. Trong Tam Quốc diễn nghĩa, sau khi thu nhận Kinh châu, Tào Tháo trở mặt đổi Lưu Tông làm Thứ sử Thanh châu, bắt cùng Sái phu nhân lên đường đi ngay, rồi sai Vu Cấm mang quân đuổi theo giết chết cả hai mẹ con.